# Leptogorgia saharensis
Leptogorgia saharensis is een zachte koraalsoort uit de familie Gorgoniidae. De koraalsoort komt uit het geslacht Leptogorgia. Leptogorgia saharensis werd in 1939 voor het eerst wetenschappelijk beschreven door Stiasny. 